# Bocicoiu Mare
Bocicoiu Mare (Nagybocskó en hongrois, Groß Botschko en allemand, Великий Бичкив en ukrainien) est une commune roumaine du județ de Maramureș, dans la région historique de Transylvanie et dans la région de développement du Nord-Ouest.

## Géographie

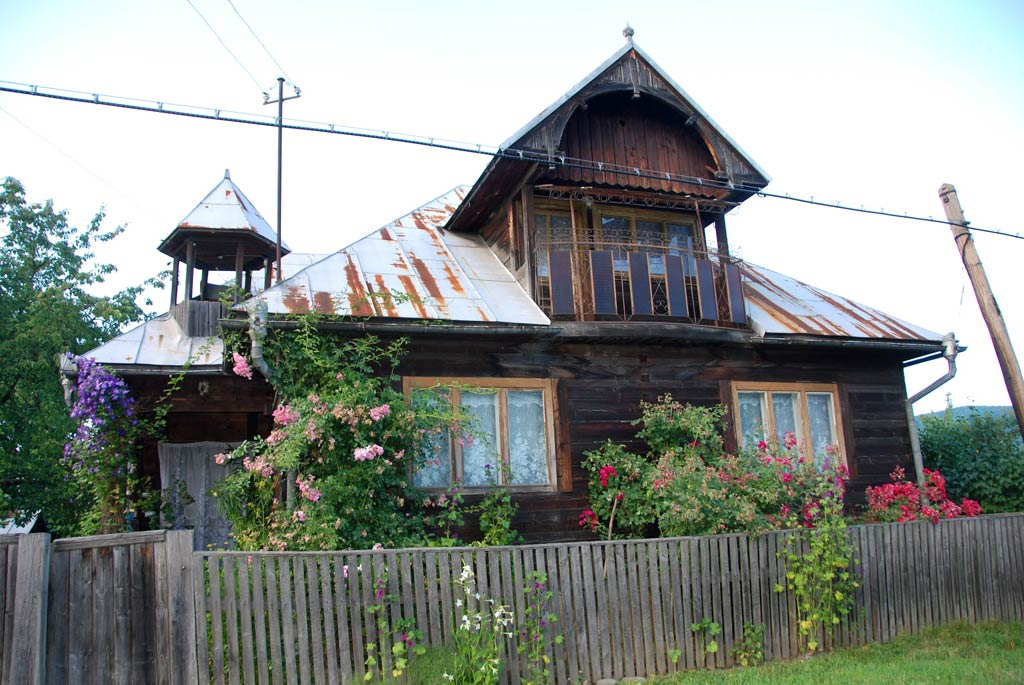
Une maison typique de Bocicoiu Mare

Bocicoiu Mare est située au nord-est du județ, au bord de la Tisa, le long de la frontière ukrainienne, à 9 km de Sighetu Marmației, la capitale historique de la Marmatie et à 73 km de Baia Mare, la préfecture du județ.
La commune se compose des villages de Bocicoiu Mare (713 habitants en 2002), de Crăcinești (1 492 habitants en 2002), de Lunca la Tisa (918 habitants en 2002) et de Tisa (1 345 habitants en 2002).

## Histoire
La première mention écrite du village date de 1373 où elle est appelée "Boshko" (qui pourrait dériver du mot slave "bicsok" signifiant bœuf).
En 1566, il appartient à la famille Báthory qui, en 1711, y possède un château.
Lors de l'éclatement de l'Empire austro-hongrois en 1918, l'ancien comitat de Maramures du royaume hongrois est partagé entre la Tchécoslovaquie et la Grande Roumanie.
Les villages bâtis de part et d'autre de la Tisa sont partagés eux-aussi, le nord intégrant la Ruthénie subcarpathique tchécoslovaque et le sud le royaume roumain.
Après la seconde Guerre mondiale, ils seront partagés entre la République socialiste soviétique d'Ukraine, aujourd'hui l'Ukraine et la Roumanie.
Jusqu'en 1944, la ville comptait une importante communauté juive qui fut exterminée pendant la Shoah.

## Démographie
En 1910, la commune comptait 161 Roumains (2,8 % de la population), 455 Hongrois (8 %), 1 637 Allemands (28,8 %) et 3 424 Ukrainiens (60,3 %).
En 1930, les autorités recensaient 586 Roumains (12,6 %), 527 Hongrois (11,3 %), 1 312 Juifs (28,1 %) et 2 177 Ukrainiens (46,7 %).
En 2002, la commune comptait 1 447 Roumains (32,4 %), 371 Hongrois (8,3 %) et 2 639 Ukrainiens (59,1 %).
Lors du recensement de 2011, 51,72 % de la population se déclarent ukrainiens, 37,84 % roumains et 6,44 % hongrois (3,66 % ne déclarent pas d'appartenance ethnique et 0,31 % déclarent appartenir à une autre ethnie).

## Politique
| Parti | Parti                                      | Sièges |
| ----- | ------------------------------------------ | ------ |
|       | Parti social-démocrate (PSD)               | 7      |
|       | Parti national libéral (PNL)               | 2      |
|       | Alliance des libéraux et démocrates (ALDE) | 2      |
|       | Parti Mouvement populaire (PMP)            | 1      |
|       | Parti national démocrate (PND)             | 1      |